# Holonomía

Ejemplo de holonomía: En el trayecto (y transporte) desde A y → N y → B y → A se obtiene un vector diferente a partir del vector inicial. Esta falla para volver al vector inicial se mide por la holonomía de la conexión.

En geometría diferencial, la holonomía de una conexión de una variedad suave es en general una consecuencia geométrica de la curvatura de la conexión, que mide cómo el transporte paralelo alrededor de lazos cerrados no preserva los datos geométricos que se transportan. Para conexiones planas, la holonomía asociada es un tipo de monodromía, y es un concepto inherentemente global. Para las conexiones de curvas, holonomía tiene características locales y globales no triviales.
Cualquier tipo de conexión en una variedad da lugar, a través de sus mapas de transporte paralelo, en cierta noción de holonomía. Las formas más comunes de holonomía son las conexiones que poseen algún tipo de simetría. Ejemplos importantes son: holonomía de la conexión de Levi-Civita en la geometría de Riemann, holonomía de conexiones en fibrados vectoriales, holonomía de conexiones de Cartan y holonomía de conexiones en fibrados principales. En cada uno de estos casos, la holonomía de la conexión puede ser identificada con un grupo de Lie, el grupo holonomía. la holonomía de una conexión está estrechamente relacionada con la curvatura de la conexión, a través del teorema de Ambrose-Singer.
El estudio de holonomía Riemann ha dado lugar a una serie de acontecimientos importantes. La holonomía fue introducida por Cartan para estudiar y clasificar los espacios simétricos. No fue hasta mucho más tarde que los grupos holonomía se utilizarían para estudiar la geometría de Riemann en un contexto más general. En 1952 Georges de Rham demostró el teorema de descomposición de Rham, un principio de la división de una variedad de Riemann en un producto cartesiano de variedades de Riemann, dividiendo el fibrado tangente en espacios irreducibles bajo la acción de los grupos de holonomía locales. Más tarde, en 1953, M. Berger clasifica las posibles holonomias irreductibles. La descomposición y la clasificación de holonomía Riemann tiene aplicaciones a la física, y en particular a la teoría de cuerdas.